# سانه فن دیکه
سانه فن دیکه (انگلیسی: Sanne van Dijke؛ زادهٔ ۲۱ ژوئیهٔ ۱۹۹۵) جودوکار اهل هلند است.